# Listă de filme thriller din anii 1940
Aceasta este o listă de filme thriller lansate în anii 1940.
| 1940                        |                                                                   |                                                                  |                                                       |                                        |
| Before I Hang               | Nick Grinde                                                       | Boris Karloff, Evelyn Keyes, Bruce Bennett                       | Statele Unite ale Americii                            | [ 1 ]                                  |
| Foreign Correspondent       | Alfred Hitchcock                                                  | Joel McCrea, Laraine Day                                         | Statele Unite ale Americii                            | [ 2 ]                                  |
| Gaslight                    | Thorold Dickinson                                                 | Anton Walbrook, Diana Wynyard, Frank Pettingell                  | Regatul Unit al Marii Britanii și al Irlandei de Nord | [ 3 ]                                  |
| Rebecca                     | Alfred Hitchcock                                                  | Laurence Olivier, Joan Fontaine, George Sanders, Judith Anderson | Statele Unite ale Americii                            | Psychological thriller                 |
| Stranger on the Third Floor | Boris Ingster                                                     | Peter Lorre, John McGuire, Margaret Tallichet                    | Statele Unite ale Americii                            | Psychological thriller                 |
| 1941                        |                                                                   |                                                                  |                                                       |                                        |
| Among the Living            | Stuart Heisler                                                    | Albert Dekker, Susan Hayward, Harry Carey                        | Statele Unite ale Americii                            | [ 6 ]                                  |
| Le Dernier des Six          | Georges Lacombe                                                   | Michele Alfa, Pierre Fresnay, Jean Tissier                       | Franța                                                | Psychological thriller                 |
| I Wake Up Screaming         | H. Bruce Humberstone                                              | Betty Grable, Victor Mature, Carole Landis                       | Statele Unite ale Americii                            | [ 8 ]                                  |
| Man Hunt                    | Fritz Lang                                                        | Walter Pidgeon, Joan Bennett, George Sanders                     | Statele Unite ale Americii                            | [ 9 ]                                  |
| Shadow of the Thin Man      | W.S. Van Dyke                                                     | William Powell, Myrna Loy, Barry Nelson                          | Statele Unite ale Americii                            | Comedy thriller                        |
| Suspicion                   | Alfred Hitchcock                                                  | Cary Grant, Joan Fontaine                                        | Statele Unite ale Americii                            | [ 11 ]                                 |
| 1942                        |                                                                   |                                                                  |                                                       |                                        |
| L'Assassin Habite au 21     | Henri-Georges Clouzot                                             | Suzy Delair, Pierre Fresnay, Noël Roquevert                      | Franța                                                | Comedy thriller                        |
| Bowery at Midnight          | Wallace W. Fox                                                    | Bela Lugosi, John Archer, Wanda McKay                            | Statele Unite ale Americii                            | Crime thriller                         |
| Cat People                  | Jacques Tourneur                                                  | Simone Simon, Kent Smith, Tom Conway                             | Statele Unite ale Americii                            | Supernatural thriller                  |
| Eyes in the Night           | Fred Zinnemann                                                    | Edward Arnold, Ann Harding, Katherine Emery                      | Statele Unite ale Americii                            | Crime thriller                         |
| The Glass Key               | Stuart Heisler                                                    | Brian Donlevy, Veronica Lake, Alan Ladd                          | Statele Unite ale Americii                            | [ 16 ]                                 |
| I Live on Danger            | Sam White                                                         | Chester Morris, Jean Parker, Elizabeth Risdon                    | Statele Unite ale Americii                            | [ 17 ]                                 |
| Nightmare                   | Tim Whelan                                                        | Diana Barrymore, Brian Donlevy, Henry Daniell                    | Statele Unite ale Americii                            | [ 18 ]                                 |
| Saboteur                    | Alfred Hitchcock                                                  | Priscilla Lane, Robert Cummings, Norman Lloyd                    | Statele Unite ale Americii                            | [ 19 ]                                 |
| This Gun for Hire           | Frank Tuttle                                                      | Veronica Lake, Robert Preston, Laird Cregar                      | Statele Unite ale Americii                            | Crime thriller                         |
| 1943                        |                                                                   |                                                                  |                                                       |                                        |
| Above Suspicion             | Richard Thorpe                                                    | Joan Crawford, Fred MacMurray, Conrad Veidt                      | Statele Unite ale Americii                            | Political thriller                     |
| Le Corbeau                  | Henri-Georges Clouzot                                             | Pierre Fresnay, Pierre Larquey, Micheline Francey                | Franța                                                | Psychological thriller                 |
| The Fallen Sparrow          | Richard Wallace                                                   | John Garfield, Maureen O'Hara, Walter Slezak                     | Statele Unite ale Americii                            | [ 23 ]                                 |
| Journey into Fear           | Norman Foster                                                     | Joseph Cotten, Dolores Del Rio, Ruth Warrick, Orson Welles       | Statele Unite ale Americii                            | [ 24 ]                                 |
| The Leopard Man             | Jacques Tourneur                                                  | Dennis O'Keefe, Margo, Jean Brooks                               | Statele Unite ale Americii                            | [ 25 ]                                 |
| Shadow of a Doubt           | Alfred Hitchcock                                                  | Joseph Cotten, Teresa Wright, MacDonald Carey                    | Statele Unite ale Americii                            | [ 26 ]                                 |
| 1944                        |                                                                   |                                                                  |                                                       |                                        |
| Bluebeard                   | Edgar G. Ulmer                                                    | John Carradine, Jean Parker, Nils Asther                         | Statele Unite ale Americii                            | [ 27 ]                                 |
| The Climax                  | George Waggner                                                    | Boris Karloff, Susanna Foster                                    | Statele Unite ale Americii                            | [ 28 ]                                 |
| Dark Waters                 | André De Toth                                                     | Merle Oberon, Franchot Tone, Thomas Mitchell                     | Statele Unite ale Americii                            | [ 29 ]                                 |
| Double Indemnity            | Billy Wilder                                                      | Fred MacMurray, Barbara Stanwyck, Edward G. Robinson             | Statele Unite ale Americii                            | Crime thriller                         |
| Gaslight                    | George Cukor                                                      | Charles Boyer, Ingrid Bergman                                    | Statele Unite ale Americii                            | [ 31 ]                                 |
| Laura                       | Otto Preminger                                                    | Gene Tierney, Dana Andrews, Clifton Webb                         | Statele Unite ale Americii                            | Psychological thriller                 |
| The Lodger                  | John Brahm                                                        | Merle Oberon, George Sanders, Laird Cregar                       | Statele Unite ale Americii                            | [ 33 ]                                 |
| The Mask of Dimitrios       | Jean Negulesco                                                    | Sydney Greenstreet, Zachary Scott, Faye Emerson                  | Statele Unite ale Americii                            | [ 34 ]                                 |
| Ministry of Fear            | Fritz Lang                                                        | Ray Milland, Marjorie Reynolds, Carl Esmond                      | Statele Unite ale Americii                            | Psychological Thriller                 |
| Murder, My Sweet            | Edward Dmytryk                                                    | Dick Powell, Claire Trevor, Anne Shirley                         | Statele Unite ale Americii                            | [ 36 ]                                 |
| Phantom Lady                | Robert Siodmak                                                    | Franchot Tone, Ella Raines, Alan Curtis                          | Statele Unite ale Americii                            | [ 37 ]                                 |
| The Scarlet Claw            | Roy William Neill                                                 | Basil Rathbone, Nigel Bruce, Gerald Hamer                        | Statele Unite ale Americii                            | [ 38 ]                                 |
| The Thin Man Goes Home      | Richard Thorpe                                                    | William Powell, Myrna Loy, Gloria de Haven                       | Statele Unite ale Americii                            | Comedy thriller                        |
| When Strangers Marry        | William Castle                                                    | Dean Jagger, Kim Hunter, Robert Mitchum                          | Statele Unite ale Americii                            | [ 40 ]                                 |
| The Woman in the Window     | Fritz Lang                                                        | Edward G. Robinson, Joan Bennett, Raymond Massey                 | Statele Unite ale Americii                            | [ 41 ]                                 |
| 1945                        |                                                                   |                                                                  |                                                       |                                        |
| The Body Snatcher           | Robert Wise                                                       | Boris Karloff, Bela Lugosi, Henry Daniell                        | Statele Unite ale Americii                            | [ 42 ]                                 |
| Conflict                    | Curtis Bernhardt                                                  | Humphrey Bogart, Alexis Smith, Sydney Greenstreet                | Statele Unite ale Americii                            | [ 43 ]                                 |
| Cornered                    | Edward Dmytryk                                                    | Dick Powell, Walter Slezak, Nina Vale                            | Statele Unite ale Americii                            | [ 44 ]                                 |
| Dead of Night               | Alberto Cavalcanti, Charles Crichton, Basil Dearden, Robert Hamer | Mervyn Johns, Michael Redgrave, Sally Ann Howes, Mary Merrall    | Regatul Unit al Marii Britanii și al Irlandei de Nord | Psychological thriller                 |
| Hangover Square             | John Brahm                                                        | Laird Cregar, Linda Darnell, George Sanders                      | Statele Unite ale Americii                            | [ 46 ]                                 |
| The House on 92nd Street    | Henry Hathaway                                                    | William Eythe, Lloyd Nolan, Signe Hasso                          | Statele Unite ale Americii                            | [ 47 ]                                 |
| My Name Is Julia Ross       | Joseph H. Lewis                                                   | Nina Foch, Dame May Whitty, George Macready                      | Statele Unite ale Americii                            | [ 48 ]                                 |
| Spellbound                  | Alfred Hitchcock                                                  | Ingrid Bergman, Gregory Peck, Jean Acker                         | Statele Unite ale Americii                            | Psychological thriller                 |
| Strange Illusion            | Edgar G. Ulmer                                                    | Charles Arnt, Jameson Clark, Jimmy Clark                         | Statele Unite ale Americii                            | [ 50 ]                                 |
| 1946                        |                                                                   |                                                                  |                                                       |                                        |
| Bedlam                      | Mark Robson                                                       | Boris Karloff, Anna Lee, Billy House                             | Statele Unite ale Americii                            |                                        |
| The Brute Man               | Jean Yarbrough                                                    | Rondo Hatton, Jane Adams, Tom Neal                               | Statele Unite ale Americii                            |                                        |
| Crack-Up                    | Irving G. Reis                                                    | Pat O'Brien, Claire Trevor, Herbert Marshall                     | Statele Unite ale Americii                            | Psychological thriller                 |
| Deadline at Dawn            | Harold Clurman                                                    | Susan Hayward, Paul Lukas, Bill Williams                         | Statele Unite ale Americii                            |                                        |
| Dragonwyck                  | Joseph L. Mankiewicz                                              | Gene Tierney, Spring Byington, Walter Huston                     | Statele Unite ale Americii                            |                                        |
| I See a Dark Stranger       | Frank Launder                                                     | Deborah Kerr, Trevor Howard, Raymond Huntley                     | Regatul Unit al Marii Britanii și al Irlandei de Nord |                                        |
| Leave Her to Heaven         | John Stahl                                                        | Gene Tierney, Cornel Wilde,                                      | Statele Unite ale Americii                            | Psychological thriller                 |
| Notorious                   | Alfred Hitchcock                                                  | Cary Grant, Ingrid Bergman, Claude Rains                         | Statele Unite ale Americii                            | Political thriller                     |
| Shadow of a Woman           | Joseph Santley                                                    | Helmut Dantine, Andrea King, Don McGuire                         | Statele Unite ale Americii                            |                                        |
| Shock                       | Alfred L. Werker                                                  | Vincent Price, Lynn Bari, Anabel Shaw                            | Statele Unite ale Americii                            |                                        |
| The Spiral Staircase        | Robert Siodmak                                                    | Dorothy McGuire, George Brent, Ethel Barrymore                   | Statele Unite ale Americii                            | Psychological thriller                 |
| The Stranger                | Orson Welles                                                      | Orson Welles, Edward G. Robinson, Loretta Young                  | Statele Unite ale Americii                            | Psychological thriller                 |
| 1947                        |                                                                   |                                                                  |                                                       |                                        |
| Kiss of Death               | Henry Hathaway                                                    | Victor Mature, Brian Donlevy, Coleen Gray                        | Statele Unite ale Americii                            | Psychological thriller, crime thriller |
| Love from a Stranger        | Richard Whorf                                                     | John Hodiak, John Howard, Ann Richards                           | Statele Unite ale Americii                            |                                        |
| The Red House               | Delmer Daves                                                      | Edward G. Robinson, Lon McCallister, Judith Anderson             | Statele Unite ale Americii                            |                                        |
| Song of the Thin Man        | Edward Buzzell                                                    | William Powell, Myrna Loy                                        | Statele Unite ale Americii                            | Comedy thriller                        |
| 1948                        |                                                                   |                                                                  |                                                       |                                        |
| The Big Clock               | John Farrow                                                       | Ray Milland, Charles Laughton, Maureen O'Sullivan                | Statele Unite ale Americii                            | Psychological thriller                 |
| Cry of the City             | Robert Siodmak                                                    | Victor Mature, Richard Conte, Fred Clark                         | Statele Unite ale Americii                            |                                        |
| He Walked by Night          | Alfred L. Werker                                                  | Richard Basehart, Scott Brady, Roy Roberts                       | Statele Unite ale Americii                            |                                        |
| Key Largo                   | John Huston                                                       | Humphrey Bogart, Edward G. Robinson, Monte Blue                  | Statele Unite ale Americii                            | Crime thriller                         |
| The Lady from Shanghai      | Orson Welles                                                      | Rita Hayworth, Orson Welles                                      | Statele Unite ale Americii                            |                                        |
| Rope                        | Alfred Hitchcock                                                  | James Stewart, John Dall                                         | Statele Unite ale Americii                            | Psychological thriller                 |
| Sorry, Wrong Number         | Anatole Litvak                                                    | Barbara Stanwyck, Burt Lancaster, Ann Richards                   | Statele Unite ale Americii                            | Psychological thriller                 |
| 1949                        |                                                                   |                                                                  |                                                       |                                        |
| The Bribe                   | Robert Z. Leonard                                                 | Robert Taylor, Ava Gardner, Charles Laughton, Vincent Price      | Statele Unite ale Americii                            | Crime thriller                         |
| D.O.A.                      | Rudolph Maté                                                      | Edmond O'Brien, Pamela Britton, Luther Adler                     | Statele Unite ale Americii                            | Psychological thriller                 |
| Follow Me Quietly           | Richard Fleischer                                                 | William Lundigan, Dorothy Patrick, Jeff Corey                    | Statele Unite ale Americii                            |                                        |
| Gun Crazy                   | Joseph H. Lewis                                                   | Peggy Cummins, John Dall, Berry Kroeger                          | Statele Unite ale Americii                            | Crime thriller                         |
| The Third Man               | Carol Reed                                                        | Joseph Cotten, Alida Valli, Orson Welles                         | Regatul Unit al Marii Britanii și al Irlandei de Nord | Psychological thriller                 |
| Stray Dog                   | Akira Kurosawa                                                    | Toshirō Mifune, Takashi Shimura                                  | Japonia                                               |                                        |
| White Heat                  | Raoul Walsh                                                       | James Cagney                                                     | Statele Unite ale Americii                            | Crime thriller                         |
| Whirlpool                   | Otto Preminger                                                    | Gene Tierney, Richard Conte, Jose Ferrer                         | Statele Unite ale Americii                            | Psychological thriller                 |